# Ludwig Friedrich Gifftheil
Ludwig Friedrich Gifftheil (getauft 18. Oktober 1595 in Heidenheim an der Brenz, geboren in Böhringen; † 1661 in Amsterdam) war ein deutscher Spiritualist und Verfasser apokalyptisch-zeitkritischer Flugschriften.

## Leben
Gifftheil, Sohn eines Pfarrers, war Barbier und gehörte der evangelischen Konfession an. Die Schrecken des Dreißigjährigen Krieges, an dem er als Feldscher teilnahm, ließen ihn zum Pazifisten werden. Er war einer der letzten Anhänger des Spiritualisten Kaspar von Schwenckfeld. Die Verbindung von spiritualistischem Christentum und Pazifismus äußerte sich bei Gifftheil als scharfe Kritik an Kirche und Theologie seiner Zeit. Er trat für die von lutherisch orthodoxer Seite umstrittenen Werke Johann Arndts ein.
Im Jahr 1622 wurde sein Bruder Abraham (1597–1624), ein Diakon, der bei Hornberg im Schwarzwald wirkte, wegen Irrlehren verdächtigt. Gifftheil trat zu seiner Verteidigung in Württemberg hervor, wurde mit Zwangsarbeit bestraft und floh. Darauffolgend zog er ruhelos durch Deutschland und Skandinavien und wirkte als politisch-apokalyptischer Publizist. Weithin Gehör verschafften ihm zahlreiche Flugschriften und Sendbriefe an europäische Herrscher, Stände und Universitäten, in denen er das bevorstehende Strafgericht Gottes ankündigte und zur Buße aufrief. Seine letzten Lebensjahre verbrachte er in den Niederlanden.
Seine Gedanken beeinflussten den späteren englischen Quintomonarchismus und den separatistischen Pietismus.